# Andrea Torre
Andrea Torre (San Salvador, Salvador, 1979. július 6. –) mexikói színésznő.

## Élete és pályafutása
1979. július 6-án született San Salvadorban. Testvérei, José María Torre és Fátima Torre szintén színészek. 
Karrierjét 1990-ben kezdte. 2000-ben Magda szerepét játszotta a Mi destino eres tú című telenovellában. 2011-ben megkapta Fabiola Escalante szerepét a Ni contigo ni sin ti című telenovellában. Van egy lánya, Regina.

## Filmográfia

### Telenovellák
- Mi corazón es tuyo (2014) .... Lisett
- Amit a szív diktál (Porque el amor manda) (2012-2013) .... Aída Bianchi
- Por ella soy Eva (2012) .... Juan Carlos szeretője
- Ni contigo ni sin ti (2011) .... Fabiola Escalante
- Pokolba a szépfiúkkal! (Al diablo con los guapos) (2007-2008) .... Soledad
- Candy (Las tontas no van al cielo) (2008) .... Soledad
- Piel de otoño (2005) .... Gabriela Gutierrez Ruiz
- Bajo la misma piel (2003) .... Roberta Barraza
- Amor real (2003) .... Maria Fernanda Heredia
- Sin pecado concebido (2001) .... Arcelia Guizar Alban
- Mi destino eres tú (2000) .... Magdalena "Magda" Sanchez Fernandez
- DKDA: Sueños de juventud (2000) .... Laura Martinez
- Titkok és szerelmek (El privilegio de amar) (1998) .... Alejandra
- María (1997) .... Gloria barátja
- Salud, dinero y amor (1997) .... Adriana Rivas Cacho
- Agujetas de color de rosa (1994)
- Un rostro en mi pasado (1990).... Mariela Vidal (gyerek)